# オデルツォ
オデルツォ（伊: Oderzo）は、イタリア共和国ヴェネト州トレヴィーゾ県にある、人口約20,000人の基礎自治体（コムーネ）。

## 地理

### 位置・広がり

#### 隣接コムーネ
隣接するコムーネは以下の通り。
- キアラーノ
- フォンタネッレ
- ゴルゴ・アル・モンティカーノ
- マンスエ
- オルメッレ
- ポンテ・ディ・ピアーヴェ

### 気候分類・地震分類
気候分類では、zona E, 2358 GGに分類される。
また、イタリアの地震リスク階級 (it) では、zona 2 (sismicità media) に分類される。

## 行政

### 分離集落
オデルツォには、以下の分離集落（フラツィオーネ）がある。
- Camino, Colfrancui, Faè, Fratta, Piavon, Rustignè

## 姉妹都市
- サフォーク、アメリカ合衆国 1986年